# 阿塔罗斯柱廊
阿塔罗斯柱廊（希臘語：Στοά του Αττάλου）是位于雅典古市集的一个宏伟的柱廊，由帕加马国王阿塔罗斯二世（公元前159至138年在位）兴建。
这座柱廊是典型的希腊化时期建筑，比起古典时期的建筑，尺度更大，也更细致。它长115米，宽20米，用大理石和石灰石建造。该建筑物巧妙地使用了不同的柱式。多立克柱式用于底层的外廊，而爱奥尼亚柱式用于内部。这样的结合使用开始于古典时期，在希腊化时期已经相当普遍。在建筑物的二楼，外廊使用爱奥尼亚柱式，而内部使用 Pergamene.每层有两个走道和21个房间。两层的房间采光通风都很良好，因为后墙设有门和小窗。柱廊的两端都有楼梯通往二楼。这座建筑的设计有些类似于阿塔罗斯的兄弟和前任国王欧迈尼斯二世在雅典卫城的南坡狄俄倪索斯剧场旁所建的柱廊。主要的区别是，阿塔罗斯柱廊在底楼后面有一排房间，用作商店。 

## 历史

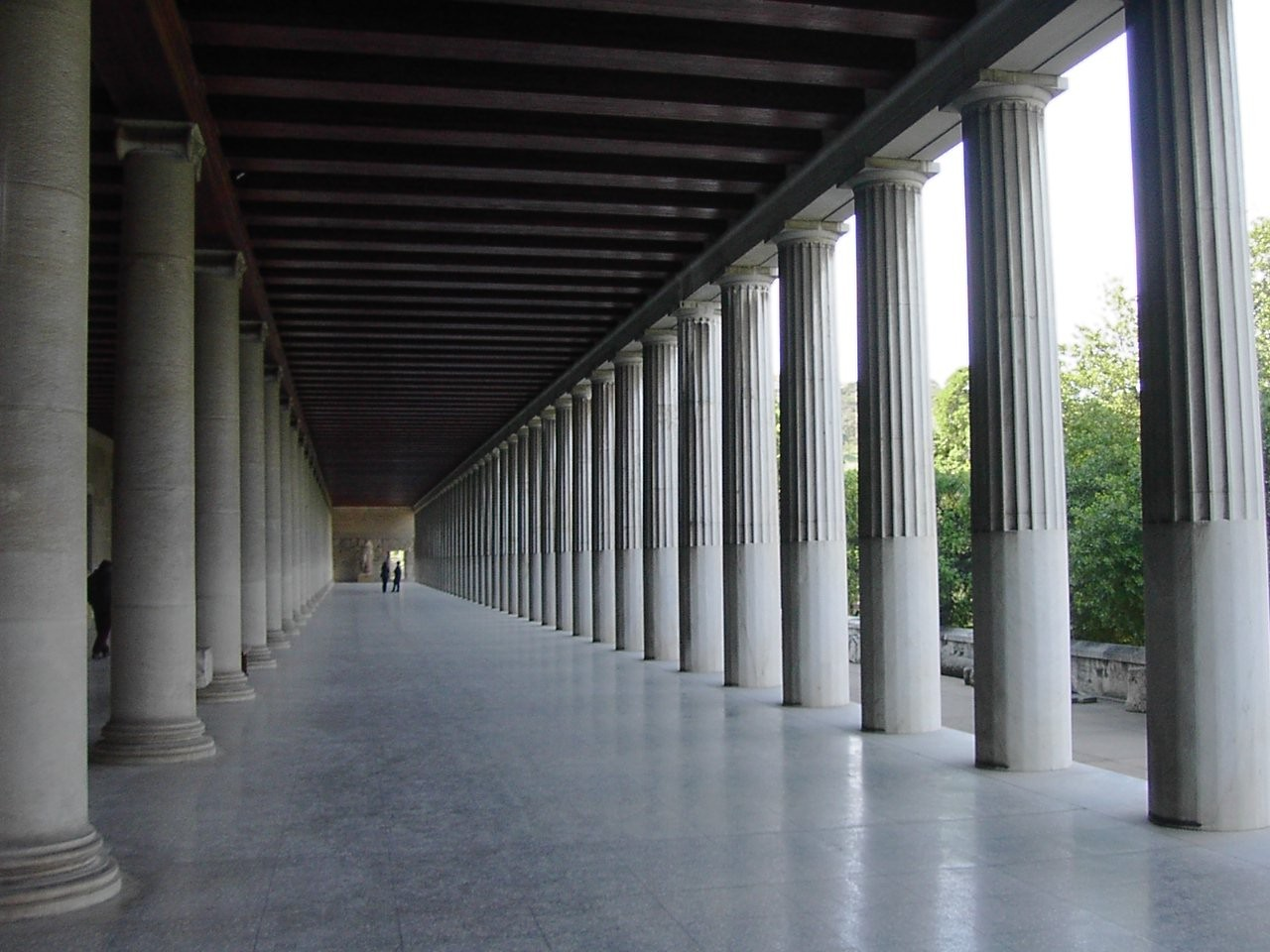
阿塔罗斯柱廊内部

阿塔罗斯柱廊是阿塔罗斯二世赠送给雅典城的礼物，因为他是在这里接受教育。门楣上刻有相应的铭文。 
公元267年，阿塔罗斯柱廊被日耳曼人所毁。废墟变成了防御墙的一部分，因此直到近代还很容易看见。在1952年到1956年，由洛克菲勒家族捐资，重建了阿塔罗斯柱廊，作为雅典古市集博物馆。该建筑在古迹研究方面相当重要，因为重建是忠实地复制了原来的建筑。 
2003年4月16日，塞浦路斯、捷克、爱沙尼亚、拉脱维亚、立陶宛、匈牙利、马耳他、波兰、斯洛伐克和斯洛文尼亚十国在阿塔罗斯柱廊签署条约，加入欧盟。

## 雅典古市集博物馆
阿塔罗斯柱廊内设有雅典古市集博物馆，展品大多与雅典民主有关。博物馆的藏品包括从公元前3200年到罗马帝国时期的黏土，青铜和玻璃制品，雕刻，钱币，铭文，以及拜占庭和土耳其占领时期的陶器。